# Felisa Wolfe-Simon
Felisa Wolfe-Simon er en amerikansk mikrobiolog og biogeokemiker. I 2010 ledte Wolfe-Simon en gruppe, der opdagede GFAJ-1, en ekstremofile bakterie, som de påstod var i stand til at erstatte arsen med en lille procentdel af dets fosfor til at leve af, og hvilket muliggjorde ikke-RNA/DNA-baseret genetik. Resultaterne blev publiceret i det videnskabelige tidsskrift Science. Deres konklusioner blev dog debatteret kort efter og kritiseret i korrespondance med det oprindelige videnskabelige tidsskrift, hvor opdagelsen blev publiceret, og siden er resultaterne i miskrediteret, men de er dog ikke blevet direkte udfordret af andre videnskabelige undersøgelser. I 2012 tilbageviste to studier størstedelen af de vigtige aspekter i de oprindelige resultater i samme tidsskrift som de blev udgivet.